# Мамаев, Роман Михайлович
Рома́н Миха́йлович Мама́ев (15 ноября 1903, Эркансола, Вятская губерния — 31 июля 1980, Йошкар-Ола) — советский хозяйственный, государственный и политический деятель.

## Биография
Родился в 1903 году в селе Эркансола (ныне — в Новоторъяльском районе Республики Марий Эл) в семье крестьянина-середняка. Член ВКП(б).
Окончил совпартшколу в Йошкар-Оле (1928), Высшую школу парторганизаторов при ЦК ВКП(б) (1947), Марийский учительский институт (1950, заочно).
С 1928 года служил в районных отделах НКВД в Йошкар-Оле, Новом Торъяле, Оршанке.
1938—1941 годы — 2-й секретарь Марийского областного комитета ВКП(б).
26.7.1938 — 10.4.1944 годы — председатель Верховного Совета Марийской АССР.
1943—1945 годы — председатель Совета народных комиссаров Марийской АССР.
1948 — 24.4.1951 годы — председатель Президиума Верховного Совета Марийской АССР.
В 1951—1953 годах работал заместителем министра внутренних дел Марийской АССР.
Избирался депутатом (от Марийской АССР) Совета Национальностей Верховного Совета СССР 3-го созыва (1950—1954).
Умер в 1980 году в Йошкар-Оле.

## Награды
- Орден Трудового Красного Знамени (1946)
- Почётная грамота Президиума Верховного Совета Марийской АССР (1946)